# 白崎海岸

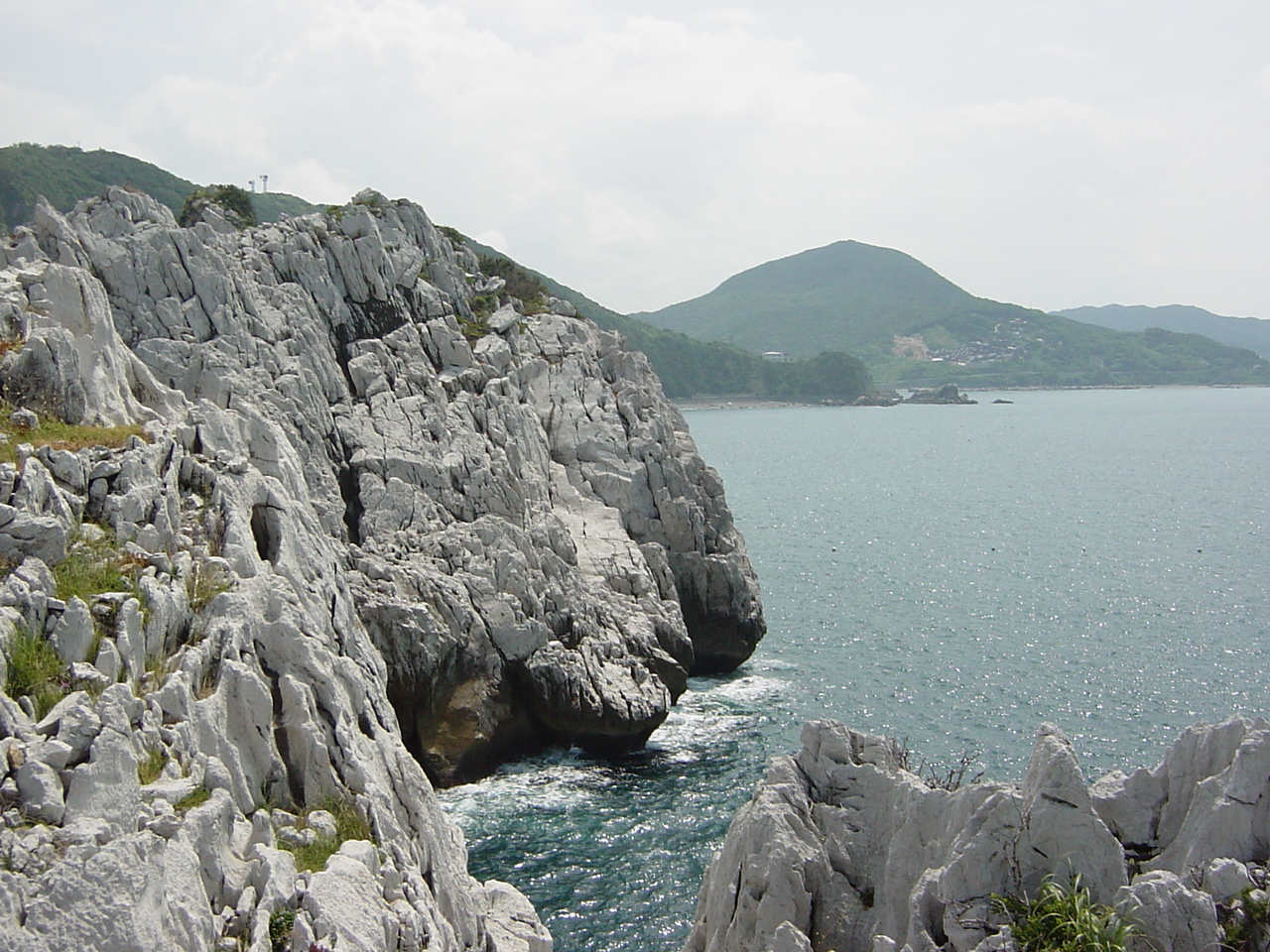
白崎海岸

白崎海岸（日语：しらさきかいがん）是位於日本和歌山縣日高郡由良町的海岸，附近地區被指定為白崎海岸縣立自然公園，也被選入日本海灘百選指定。白崎海岸是日本著名的潛水勝地，並且也用眾多海水浴場，且是水仙的群生地，是和歌山縣著名觀光地。白崎海岸也是日本少見的石灰岩海岸。

## 外部連結
- 白崎海洋公園 （页面存档备份，存于）
- 白崎クルーズ （页面存档备份，存于）